# Philosophie der normalen Sprache
Die sogenannte Philosophie der normalen Sprache (englisch Ordinary Language Philosophy) oder linguistische Philosophie (englisch linguistic philosophy) ist eine Richtung innerhalb der Analytischen Philosophie des 20. Jahrhunderts und Nachfolger der Philosophie der idealen Sprache. 
Die Philosophie der normalen Sprache geht davon aus, dass durch eine genaue Analyse des alltäglichen Gebrauchs der Umgangssprache Erkenntnis erlangt werden kann.

## Geschichte
In der Frühzeit der analytischen Philosophie war die Philosophie der idealen Sprache vorherrschend. Diese Zugangsweise zur Sprache geht davon aus, dass die Alltagssprache in vielerlei Hinsicht mangelhaft ist und durch eine formale Sprache verbessert oder gar ersetzt werden muss. Philosophische Erkenntnis lässt sich demnach nicht dadurch erlangen, dass man die normale Sprache analysiert, sondern nur dadurch, dass man eine klare Sprache entwickelt. Exemplarisch für diese Zugangsweise sind die folgenden Werke: Die Begriffsschrift, eine der arithmetischen nachgebildete Formelsprache des reinen Denkens (1879) von Gottlob Frege, der Tractatus Logico-Philosophicus (1922) von Ludwig Wittgenstein und Der logische Aufbau der Welt (1928) von Rudolf Carnap.
In den 1930er Jahren änderte Wittgenstein seine Meinung. Er gelangte zur Auffassung, dass, erstens, die normale Sprache, wie wir sie üblicherweise benutzen, nicht falsch (ungeeignet) sei, und dass, zweitens, viele traditionelle philosophische Probleme nur Illusionen seien, die durch Missverständnisse über die Funktionsweise der Sprache entstanden seien. 
Die erste Auffassung führte zur Zurückweisung früherer Ansätze der analytischen Philosophie – möglicherweise auch aller früherer Philosophie.
Und die zweite Auffassung führte dazu, diese früheren Ansätze zu ersetzen, durch Reflexion über Sprache in ihrer normalen Verwendung, so dass philosophische Fragen geklärt werden, d. h., als Missverständnisse erkannt und damit aufgelöst werden, anstatt im missverständlichen Kontext zu versuchen, sie zu beantworten. 
Philosophie der normalen Sprache wird deshalb gelegentlich als Erweiterung, gelegentlich auch als Alternative zur analytischen Philosophie verstanden.
Obwohl sie von Wittgenstein und seinen Studenten in Cambridge sehr beeinflusst wurde, blühte und entwickelte sich die Philosophie der normalen Sprache hauptsächlich in Oxford der 1940er und 1950er Jahre unter J. L. Austin, Gilbert Ryle und Peter Strawson und war für einige Zeit recht weit verbreitet, bevor ihre Popularität in den späten 1960er- und frühen 1970er-Jahren rasch nachließ.

## Zentrale Ideen
Die Normalsprache, wie wir sie üblicherweise benutzen, ist erstens nicht ungeeignet, und zweitens sind viele traditionelle philosophische Probleme nur Illusionen, die durch Missverständnisse über die Funktionsweise der Sprache entstanden sind.
Ein Beispiel: Was ist Wirklichkeit? Philosophen haben das Wort als Substantiv behandelt, welches ein Etwas mit bestimmten Eigenschaften bezeichnet. Über die Jahrtausende hinweg haben sie über diese Eigenschaften diskutiert. Die Philosophie der normalen Sprache untersucht stattdessen, wie Menschen das Wort Wirklichkeit verwenden. In einigen Fällen sagen die Leute, „Mir scheint, dass dies-und-das gilt; aber in Wirklichkeit ist doch jenes-und-welches der Fall“. Diese Ausdrucksweise bedeutet aber nicht, dass es eine bestimmte Dimension des Seins (eine Eigenschaft, nämlich das Wirklichsein) gibt, welche jenes-und-welches hat, dies-und-das aber nicht. Wir meinen eigentlich: „Dies-und-das hörte sich zwar richtig an, war aber irgendwie irreführend. Jetzt verrate ich dir die Wahrheit: Jenes-und-welches“. In dieser Verwendung heißt „in Wirklichkeit“ eher so etwas wie „stattdessen“. Und die Phrase „In Wirklichkeit ist es doch so, ...“ erfüllt eine ähnliche Funktion – die Erwartung des Zuhörers in die richtige Richtung zu lenken.
Diese Herangehensweise wird auch auf weitere traditionelle philosophische Fragen angewandt: Was ist Wahrheit? Was ist Bewusstsein? Was ist Freiheit? Wenn wir Fragen dieser Art beantworten wollen, dann müssen wir den Gebrauch der Wörter „Wahrheit“, „Bewusstsein“, „Freiheit“ in der Alltagssprache untersuchen.
So weist beispielsweise J. L. Austin darauf hin, dass wahrheitspostulierende Aussagen an kontextuelle Bedingungen geknüpft seien. So ist eine Aussage, London sei von Punkt X 80 km entfernt, in vielen denkbaren Situationen hinreichend wahr, obwohl es genauer genommen 78,5 km sein könnten.
Die Philosophie der Alltagssprache geht mit einer Analyse der Sprechaktivität einher, weil man mit Sprache handelt und intentionale Dispositionen, wie z. B. ein Versprechen, erst erschafft. In Austins Terminologie wird dies Sprechakt genannt. Bei John R. Searle, der gemeinhin als der Nachfolger Austins gilt, lässt sich eine wesentlich stärkere Hinwendung zur Kompetenz-Theorie erkennen, obwohl nach wie vor Sprechakte behandelt werden.

### Zentrale Werke
- Ludwig Wittgenstein: Das Blaue Buch und das Braune Buch.
- Ludwig Wittgenstein: Philosophische Untersuchungen
- Gilbert Ryle: Der Begriff des Geistes (The Concept of Mind)
- John L. Austin: Zur Theorie der Sprechakte. (How To Do Things With Words?)
- John L. Austin: Sense and Sensibilia.
- Peter F. Strawson: Individuals: An Essay in Descriptive Metaphysics. Methuen, London 1959

### Über die Philosophie der normalen Sprache
- C. Caton (Hg.): Philosophy and Ordinary Language, University of Illinois Press, Urbana, Il. 1963.
- Oswald Hanfling: Philosophy and Ordinary Language: The Bent and Genius of Our Tongue. Routledge, 2003, ISBN 0-415-32277-4
- Eike von Savigny: Zur Philosophie der normalen Sprache. Suhrkamp, 1973.